# Nicolás Tous Mirapeix
Nicolás Tous i Mirapeix (Igualada, c. 1810 - 14 de mayo de 1892) — Barcelona, 14 de marzo de 1892) fue un empresario catalán, cofundador de La Maquinista Terrestre y Marítima.

## Biografía

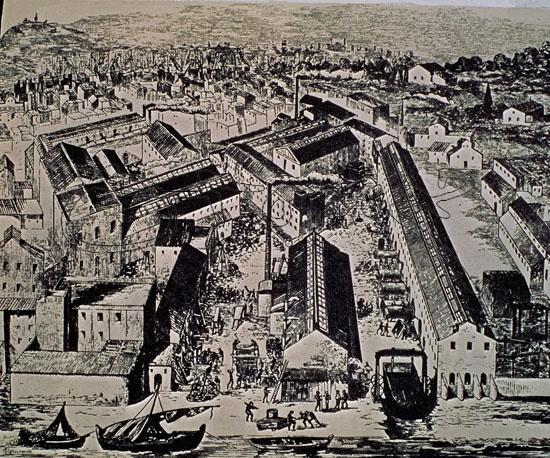
Grabado del de los talleres de La Maquinista Terrestre y Marítima en la Barceloneta

Nació en Igualada, hijo del empresario Nicolau Tous i Soler y de Antònia Mirapeix.  Se formó en el oficio de la fundición. Su padre le envió a formarse en Alsacia, en la ciudad de Thann,  donde estudió´las novedades de la maquinaria  algodonera. 
En 1838 él y su padre establecieron La Barcelonesa, un primer taller de construcción de maquinaria, en un convento de frailes capuchinos derruido y desamortizado en la Rambla del Centre. Se beneficiaron de la prohibición  inglesa de exportación de maquinaria para hilados, que pretendía proteger la supremacía técnica de ese país. 
En 1841, junto con su padre y Celedonio Ascacíbar, constituyó la sociedad comanditaria Tous, Ascacíbar y Compañía que se instaló en el convento de Sant Agustí Nou, en la calle de Sant Pau y que se dedicó a la fabricación de maquinaria y piezas de fundición. 
En 1855 esta empresa se fusionó con la empresa Valentín Esparó y Consocios para crear en La Maquinista Terrestre y Marítima . Nicolau Tous i Mirapeix fue codirector hasta su muerte.  En ella trabajaban más de 1200 personas, fabricando máquinas de vapor, calderas, turbinas hidráulicas, motores para barcos, viaductos, edificios de hierro incluyendo varios mercados barceloneses, y posteriormente locomotoras. 
Fue tesorero de la exposición de Barcelona de 1860. En 1871-1872 proyectó los puentes ferroviarios de San Juan de las Abadesas en Barcelona, junto con el ingeniero Josep Maria Cornet . 
Una de sus frases predilectas fue "La industria no vive del negocio del día; vive del crédito de siempre".